# Stronger (film)
|  | Denne artikel er oprettet af botten Steenthbot ud fra en ekstern database. Den kan derfor have sproglige fejl eller mangler. Denne skabelon kan fjernes efter kontrol af indholdet. |

Stronger er en dansk kortfilm fra 2016 instrueret af Manuel Dixen.

## Medvirkende
- Elias Munk, Jonas Hansen
- Christina Pedersen, Julie Hansen
- Sine Lindstorff Kjeldsen, Kvinde
- Livia Maria Begu